# España cañí
España cañí (que significa Espanya gitana) és un pasdoble compost per Pascual Marquina Narro el 1923. Marquina l'hi va dedicar al seu benvolgut amic José López de la Osa.
Els primers enregistraments van ser realitzats per la Banda del Regiment d'Enginyers de Madrid i publicades pels segells Odeón i Regal el 1926. L'any següent també la Banda Regal i la Banda del Regiment de Badajoz número 73 van gravar el famós pasdoble. De 1928 és la versió (palillos i taconeo) d'Encarnación López Júlvez, coneguda com La Argentinita (1895-1945). La Rondalla Usandizaga (pulso y púa) es va enregistrar el 1929 per Victor Recordings. El 1931 la discogràfica Odeón va publicar la primera versió amb lletra, composta per Alfredo Corral Moraleda i cantada per Marcos Redondo, acompanyat per la Banda Odeón dirigida pel Mestre Antonio Capdevila.